# 3991 Basilevsky
A 3991 Basilevsky (ideiglenes jelöléssel 1987 SW3) a Naprendszer kisbolygóövében található aszteroida. Edward L. G. Bowell fedezte fel 1987. szeptember 26-án.